# Сент-Элали (Од)
Сент-Элали́ (фр. Sainte-Eulalie) — коммуна во Франции, находится в регионе Лангедок — Руссильон. Департамент коммуны — Од. Входит в состав кантона Альзон. Округ коммуны — Каркасон.
Код INSEE коммуны — 11340.

## Население
Население коммуны на 2008 год составляло 514 человек.
| 1962 | 1968 | 1975 | 1982 | 1990 | 1999 | 2008 |
| ---- | ---- | ---- | ---- | ---- | ---- | ---- |
| 346  | 352  | 258  | 300  | 342  | 406  | 514  |

## Экономика
В 2007 году среди 338 человек в трудоспособном возрасте (15—64 лет) 274 были экономически активными, 64 — неактивными (показатель активности — 81,1 %, в 1999 году было 77,3 %). Из 274 активных работали 248 человек (134 мужчины и 114 женщин), безработных было 26 (11 мужчин и 15 женщин). Среди 64 неактивных 29 человек были учениками или студентами, 19 — пенсионерами, 16 были неактивными по другим причинам.

## Города-побратимы
- Монтефалько (Италия)